# Daya Bangun
Daya Bangun is een bestuurslaag in het regentschap Payakumbuh van de provincie West-Sumatra, Indonesië. Daya Bangun telt 1619 inwoners (volkstelling 2010).